# Christoph Strautmann
Christoph Strautmann (* 11. Novemberjul. / 23. November 1860greg. in Schnickern, Gouvernement Kurland, Russisches Kaiserreich; † 19. März 1919 in Alt-Rahden, Lettische SPR), lettisch Kristaps Strautmanis oder Kristaps Strautmans, war ein lettischer Pastor. Er gilt als evangelischer Märtyrer und ist auf dem Rigaer Märtyrerstein verzeichnet.
Die Datumsangaben in diesem Artikel richten sich, wenn nicht anders angegeben, für den Zeitraum bis 1918 nach dem julianischen Kalender.

## Leben

### Ausbildung und Tätigkeit als Lehrer
Christoph Strautmann war der Sohn des finanziell schlecht gestellten kurländischen Volksschullehrers Michael Strautmann. Er ging zur Gemeindeschule in Schnickern. 1878 erlangte er seinen Realschulabschluss in Mitau. Christoph Strautmann galt als fleißig und zäh, so dass er seine Bildungsziele erreichen konnte. Seinen Lebensunterhalt verdiente er sich früh selbst. 1884 bestand er sein Examen als Kreislehrer. 1880 bis 1890, also schon vor seinem Abitur als Externer am Mitauschen Gymnasium im Juni 1889, das er mit der Note „gut“ bestand, war er pädagogisch tätig.
So erkämpfte er sich den ersehnten Zugang zur Universität, den er im Alter von fast 30 Jahren erreichte: 1890 bis 1893, in sechs Semestern, studierte er Theologie an der Kaiserlichen Universität Dorpat. Seit dem 21. November 1890 war er Mitglied des Theologischen Vereins Dorpat. Am 12. Dezember 1891 erhielt er für seine Abhandlung „Luthers Lehre vom Gesetz“ eine Silbermedaille von seiner Fakultät. 1892 erhielt er eine Goldmedaille.
Nach seinem Studienabschluss als Kandidat im November 1893, dem Bestehen seiner Prüfungen vor dem Konsistorium in Mitau und seinem Probejahr, das er von 1893 bis 1894 bei Propst Seesemann in Grenzhof verbrachte, arbeitete er wieder für einige Jahre erfolgreich als Lehrer, nämlich von 1894 bis 1895 in Mitau an der Stavenhagenschen Schule und von 1895 bis 1896 in Irmlau in Kurland am Volksschullehrerseminar.

### Konflikte bei der Amtseinführung als Pastor

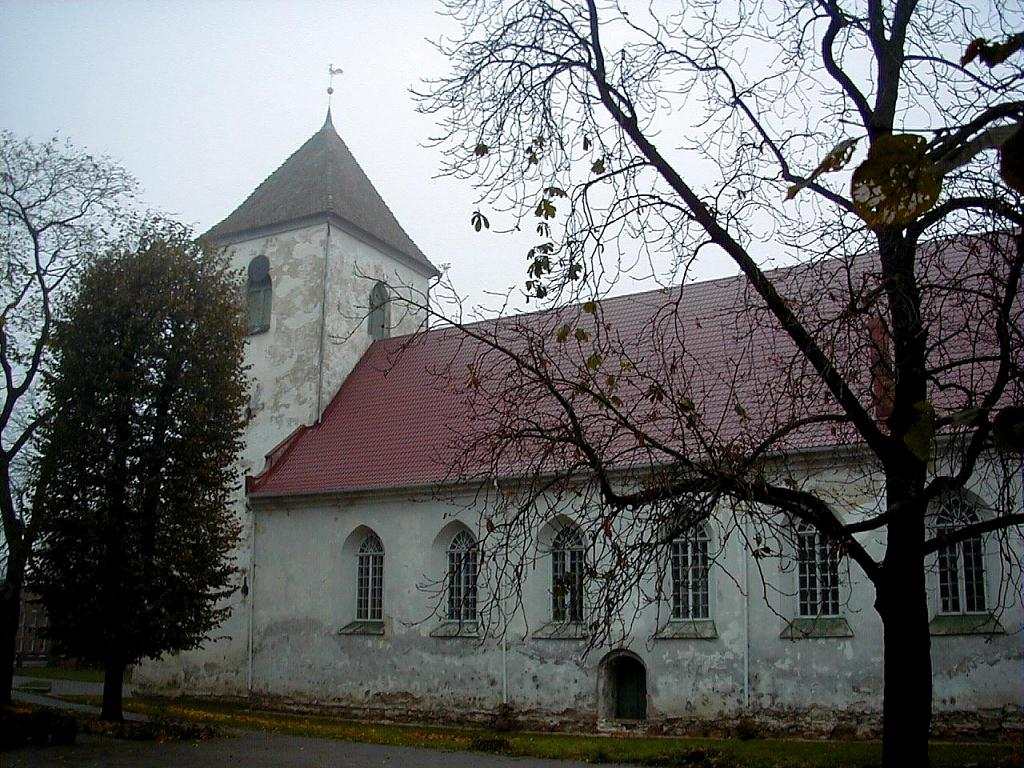
Lutherische Kirche in Bauske

Als der Bausker Pastor Carl Georg Seiler starb, wurde Strautmann im Jahre 1895 von der Mehrheit der Patrone der örtlichen Kirche zu dessen Nachfolger als Pastor der lettischen Gemeinde bestimmt, während eine Minderheit der Patrone und die Mehrheit der Gemeinde den Sohn des Verstorbenen, Pastor-Adjunkt Herrmann Seiler, favorisierten. Es wurden Vermutungen laut, dass es bei der Wahl zu Unregelmäßigkeiten gekommen war, so dass Neuwahlen notwendig seien. Die Gottesdienste wurden in dieser Zeit von Pastoren der Nachbargemeinden gehalten. Befürworter von Neuwahlen verursachten in den Gottesdiensten absichtlich Lärm und störten mit lautem Gerede und Zwischenrufen.
Am zweiten Adventssonntag 1895 wurde es während des Abendmahls so laut, dass der Pastor seine Rede unterbrechen musste, mit den Worten: „Wenn ihr redet, muss ich wohl schweigen.“ Die Störung der Religionsausübung war juristisch strafbar. Trotz der Tumulte wurde Strautmann am 5. Mai 1896 schließlich in Mitau vom Generalsuperintendent Boettcher ordiniert.
Strautmann galt als verschlossen; was in ihm vorging, gab er nur wenigen preis; nicht viele konnten ihn verstehen. In der Pastorenschaft hatte er nur einen Freund, nämlich Hans Bielenstein. Da er sich seinen gesellschaftlichen Aufstieg hart erkämpfen musste, waren auch seine Erwartungen an seine Gemeinde entsprechend hoch, was ihn hart erscheinen ließ. Im Umgang mit Kindern zeigte sich aber seine liebevolle Seite.

### Kurländischer Direktor der Lettisch-Literärischen Gesellschaft
1899 heiratete Christoph Strautmann seine zweite Frau, Olga Baronesse von der Ropp.
Neben seiner geistlichen Tätigkeit war Christoph Strautmann Mitglied der Kurländischen Gesellschaft für Literatur und Kunst. Ferner war er, ebenso wie der 1905 ermordete Pastor Karl Schilling, der 1906 ermordete Propst Ludwig Zimmermann, die 1919 von Bolschewiki hingerichteten Geistlichen Hans Bielenstein, Alexander Bernewitz, Xaver Marnitz, Arnold von Rutkowski, Paul Fromhold-Treu, Karl Schlau, Eberhard Savary, Eugen Scheuermann und Wilhelm Gilbert und wie die Pastoren Gustav Cleemann und Erwin Gross, die an den Folgen ihrer Gefangenschaft bei den Bolschewiki starben, ordentliches Mitglied der Lettisch-Literärischen Gesellschaft, die sich der Erforschung der lettischen Sprache, Folklore und Kultur widmete.
Ab 1903 war er deren kurländischer Direktor.
Während der Russischen Revolution 1905 und deren Nachwehen blieb Pastor Strautmann bei seiner Gemeinde.
Als kurländischer Direktor der Lettisch-Literärischen Gesellschaft berichtete Strautmann am 5. Dezember 1907 bei der 77. Jahresversammlung der Gesellschaft in Mitau über die lettische Literatur der vergangenen Jahre. Bei der 80. Jahresversammlung der Gesellschaft am 6. Dezember 1911 hielt er ein Referat über 20 im Jahre 1911 in Kurland herausgegebene lettische Bücher und Schriften. Da er seinen Rücktritt als Direktor eingereicht hatte, wurde auf dieser Versammlung Pastor Wilhelm Gilbert aus Siuxt zu seinem Nachfolger gewählt.
Die Gesellschaft wurde überwiegend von deutsch-baltischen Pastoren und Intellektuellen getragen. Für die Letten selbst war eine höhere Bildung zur Zeit der kaiserlich-russischen Vorherrschaft noch kaum zugänglich, ihre Kultur führte ein Schattendasein. Strautmann gehörte mithin zu den vergleichsweise wenigen privilegierten Letten seiner Zeit.

### Während des Ersten Weltkrieges
Auch während des Ersten Weltkrieges blieb Pastor Strautmann bei seiner Gemeinde. Als die Front näherrückte, erlaubte er seiner Frau und seinen Kindern, sich zu Verwandten in das Innere Russlands zurückzuziehen, da angenommen wurde, dass der Krieg nur noch wenige Monate dauern werde, aus denen dann fast drei Jahre wurden. Strautmann litt sehr unter der Einsamkeit und der Ungewissheit über das Schicksal seiner Familie und das Kriegsgeschehen. Sein Tagebuch aus dieser Zeit gewährt tiefe Einblicke in das Seelenleben des sonst so verschlossenen Menschen. Er beschrieb darin, dass er sich nur in Predigten zu seinen Leiden äußern könne und seine Angst, im Kriegsgeschehen einsam zu sterben, in seinen Worten ausgedrückt:

„Oft übermannt mich die Bangigkeit, vielleicht an der Wegkante mein Leben vollenden zu müssen, ohne dass eine liebe Hand meine Stirne kühle.“

Gleichzeitig drückte er in dem Buch sein Gottvertrauen aus und die Ansicht, dass es sich bei seiner Einsamkeit um eine Prüfung Gottes auch zur Vorbereitung auf seinen Tod handele.
Er sah seine Familie wieder, litt aber darunter, dass sein Sohn während des jahrelangen Exils russisch beeinflusst worden war und sich nur schlecht in dem evangelischen Pfarrhaus einleben konnte.

### Das Tribunal der Bolschewiki in Bauske
Zur Zeit des Lettischen Unabhängigkeitskrieges nahm die Rote Armee am 9. und 10. Januar 1919 Bauske ein. Die regulären Truppen verübten dort keine Kriegsverbrechen. Die Situation änderte sich nach dem Weiterzug dieser Truppen. Ein Tribunal aus lettischen Bolschewiki unter dem Vorsitz von Swirbul begann nun, Todesurteile gegen sogenannte Konterrevolutionäre auszusprechen. Weitere Mitglieder des Tribunals waren Frau Taurit, die von Gegnern als besonders unerbittlich bewertet wurde und in voller Bewaffnung durch die Straßen der Stadt ging, und der Maurer Schwiting. Als Verteidiger diente der polnische Privatanwalt Malachowski, dessen Arbeit auch von Gegnern der Bolschewiki positiv bewertet wurde. Die Schauprozesse, die meist in der Sparkasse stattfanden, waren eine reine Formalität. Die Festnahmen erfolgten aufgrund einer schwarzen Liste, die der Fischer Weide dem Tribunal übergeben hatte. Als Henker diente Wittort.

### Pastoren als angebliche Volksfeinde
Zu den ersten Opfern gehörten im Januar 1919 der deutsch-baltische Pastor Hans Bielenstein und Edgar von Uhlot, dem seine polizeiliche Tätigkeit während der Russischen Revolution von 1905 vorgeworfen wurde. Von Uhlot wurde vor seiner Hinrichtung noch gefoltert. Bielenstein wurde wegen seiner Tätigkeit als Amtsvorsteher während der deutschen Besatzungszeit verurteilt. Gnadengesuche seiner Gemeinde wurden abgewiesen.
In einer Verhaftungswelle wurde auch Strautmann festgenommen. Er wurde mit dem Hinweis, dass er jederzeit wieder festgenommen werden könne, zunächst wieder freigelassen. Zur gleichen Zeit trat sein Sohn in die Rote Armee ein.
Vor der Hinrichtung Bielensteins, die am 13. Januar auf dem Schlossberg zwischen Pavillon und Musikmuschel stattfand, entkleidete das Erschießungskommando ihn vollständig. Hans Bielenstein soll vor seiner Erschießung gesagt haben: „Mit meinem Körper könnt ihr tun, was euch befohlen ist, meine Seele wird gleich im Paradiese sein.“ Christoph Strautmann rechnete nun ebenfalls mit seiner Hinrichtung, versah aber weiterhin unverändert seinen Dienst. Zu Störungen der Gottesdienste, die aufgrund der schweren Zeit gut besucht waren, kam es nicht. Die offenkundige Religiosität der Gemeinde verhinderte Übergriffe von Bolschewiki auf das Gotteshaus. Allerdings kam es zu zahlreichen Hausdurchsuchungen im Pastorat. Der Pastor verfügte über einen kleinen Vorrat an Getreide, den er für seine Familie dringend brauchte. Diesen hatte er vor den Bolschewiki versteckt, weshalb er von ihnen als „Volksaussauger“ bezeichnet wurde, der dem Volk das Brot wegnehme.
Im März fand ein Treffen zur Erinnerung an die Abdankung des Zaren statt. Dabei wurde Strautmann als besonders gefährlicher Volksfeind bezeichnet.
Am 12. März, der auf den Bußtag fiel, wurde von den Bolschewiki in der deutschen Kirche ein weiteres Treffen abgehalten, zu dem die gesamte Bevölkerung erscheinen musste. Es wurde geraucht und weltliche Musik gespielt. Zum Abschluss hielt Namneek, der Vorsitzende der politischen Abteilung, eine aggressive Hetzrede gegen Strautmann.
Die Baltische Landeswehr näherte sich, gleichzeitig nahmen die Repressionen durch die Bolschewiki zu. Strautmanns Tagebuch aus dieser Zeit, die auf die Passionszeit 1919 fiel, zeugt von seinen inneren Kämpfen, die am Ende sein Gottvertrauen gewann, so schrieb er:

„Nun bin ich mit meinem Gotte im Reinen, rufe mich, Herr, dein Knecht höret.“

Ein Milizionär wurde bei dem Pastor einquartiert, um dessen Flucht zu verhindern, die Strautmann allerdings gar nicht beabsichtigte; er sah seinen Tod voraus.
Am 16. März 1919, dem Sonntag Reminiszere, hielt Christoph Strautmann seine letzte Predigt. Predigttext war Psalm 77, 7ff, besonders bezog der Pastor sich auf Vers 11 (Ps 77,11 ): „Ich muss das leiden, die rechte Hand des Höchsten kann alles ändern.“

### Hinrichtung

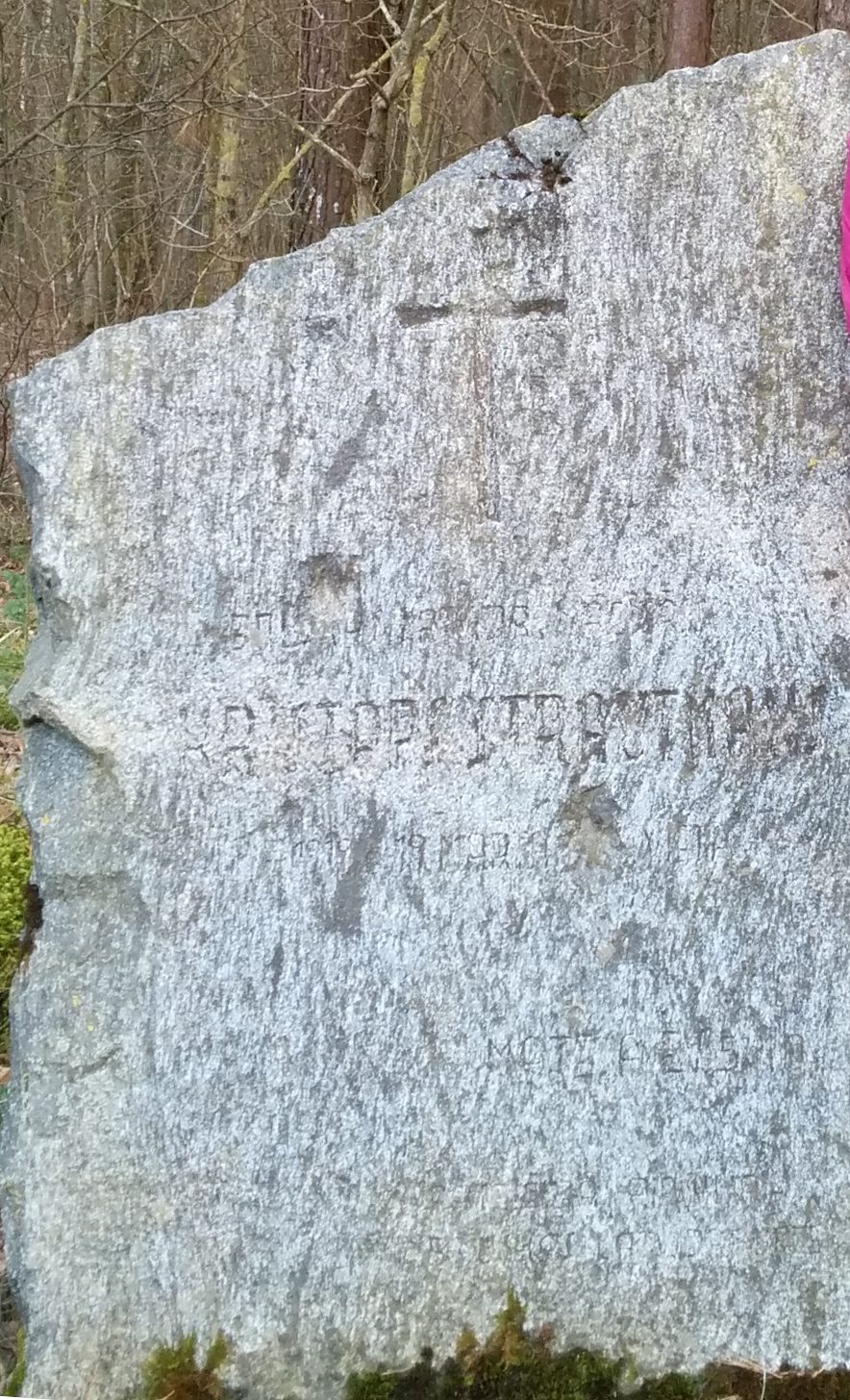
Ein Gedenkstein am Hinrichtungsort

Am 18. März 1919 eroberten die Gegner der Bolschewiki Mitau.
Pastor Strautmann hielt am Mittwoch, dem 19. März, seine letzte Morgenandacht in seinem Haus. Dabei sprach er über Jes 53,7 , eine Stelle, die im Christentum als Vorausdeutung der Leiden Christi gesehen wird. Die Bolschewiki verließen an diesem Tag fluchtartig vorübergehend Bauske. Sie waren bemüht, vorher noch ihre Gegner zu beseitigen. So wurde auch Strautmann erneut verhaftet.
Es blieb ihm wenig Zeit, sich zu verabschieden; die Bolschewiki verspotteten ihn und trieben ihn aus dem Haus. Er musste dann 10 km zu Fuß nach Alt-Rahden zurücklegen; berittene Milizionäre jagten ihn. Dort angekommen, fand ein Schauprozess statt. Es kam zur Erschießung von Gefangenen bei der Mühle von Hofschowitz an der Memel. Strautmann sollte verschont werden; Frau Taurit erschoss ihn auf einem Hügel im Wald bei Alt-Rahden dennoch in Eigeninitiative, um ihren neuen Revolver auszuprobieren, wie sie selbst angab. Christoph Strautmann starb, wie er es während des Ersten Weltkrieges befürchtet hatte.

## Weitere Ereignisse
Die Nachricht über Christoph Strautmanns Tod wurde von einem Jungen überbracht. Seine Angehörigen fanden den Pastor am Ort der Hinrichtung. Er trug nur ein Hemd, alles andere war entwendet worden. Sein Schädel war von einem Schlag mit einem Säbel gespalten und seine Brust von einer Kugel durchbohrt worden. Seine Hände waren auf der Brust gefaltet.
Er wurde nach Hause gebracht. Es war kein Sarg verfügbar, da die Bolschewiki sämtliche Bretter konfisziert hatten.
Weitere zivile Opfer der Bolschewiki in Bauske und dem Bausker Kreis waren:
- Kaufmann Eugen Küttner wegen angeblicher Lebensmittelspekulation
- Paul Freiberg wegen Beziehungen zur Baltischen Landeswehr
- der lettische Gemeindeälteste und ehemalige Amtsvorsteher Ramann
- Gutsbesitzer Strauchmann
- der ehemalige lettische Polizist Swirgst
- eine Lettin unbekannten Namens
- der Bevollmächtigte und ehemalige Amtsvorsteher Hentschel aus Ruhental
- der ehemalige lettische Polizist Frey
- der frühere Stadtpolizeiwachmann Saring
- Rittergutsbesitzer Hans Kröger aus Wiexten
- Dr. med. Hoff aus Neugut[15]

Verschleppt wurde Lilienfeldt, der Bevollmächtigte des Fürsten Lieven in Zohden.
Die Bolschewiki kehrten am 20. März nach Bauske zurück. Weide fiel am 23. März, als der Ort von deren Gegnern erobert wurde. Nun konnte Strautmann beerdigt werden, nämlich durch Pastor Stavenhagen, der für die deutsche Gemeinde zuständig war und wie durch ein Wunder überlebt hatte.
Swirbul wurde später von deutschen Soldaten gefangen genommen. Christoph Strautmanns Sohn wurde von der deutschen Gendarmerie festgenommen und nach Deutschland abgeschoben, wo sich bereits seine Mutter befand.

## Gedenken
Außer dem Rigaer Märtyrerstein erinnert auch ein Gedenkstein am Ort seiner Hinrichtung an Christoph Strautmann.